# Ákos Braun
Ákos Braun (* 26. Juni 1978 in Paks) ist ein ehemaliger ungarischer Judoka. Er war 2005 Europa- und Weltmeister im Leichtgewicht, der Gewichtsklasse bis 73 kg.
Braun gewann 1993 seine erste Medaille, als er bei den ungarischen Jugendmeisterschaften Dritter in der Gewichtsklasse bis 55 kg wurde. Zwei Jahre später war er Jugendmeister in der Gewichtsklasse bis 65 kg. 
2002 gelang Braun mit dem Sieg beim Weltcupturnier in Rotterdam sein erster großer Erfolg in der Erwachsenenklasse. 2003 gewann er seinen ersten ungarischen Meistertitel. Bei den Europameisterschaften 2005 in Rotterdam schlug er im Halbfinale den Letten Vsevolods Zeļonijs und im Finale den Israeli Yoel Razvozov. Dreieinhalb Monate später bei den Weltmeisterschaften 2005 in Kairo besiegte er im Halbfinale den Rumänen Claudiu Bastea und im Finale den Italiener Francesco Bruyere. Bei den Mannschaftseuropameisterschaften 2005 belegte Braun mit dem ungarischen Team den zweiten Platz. Für seine Erfolge im Jahr 2005 wählte die ungarische Sportpresse Ákos Braun zum Sportler des Jahres.
2006 war Braun Studentenweltmeister, 2007 gewann er seinen zweiten ungarischen Meistertitel. Bei den Europameisterschaften 2008 in Lissabon unterlag Braun im Halbfinale gegen den Belgier Dirk Van Tichelt, durch seinen Sieg über den Italiener Marco Maddaloni gewann Braun die Bronzemedaille.